# Eurycorypha strangulata
Eurycorypha strangulata är en insektsart som först beskrevs av Walker, F. 1869.  Eurycorypha strangulata ingår i släktet Eurycorypha och familjen vårtbitare. Inga underarter finns listade i Catalogue of Life.